# К-387
К-387 — советская и российская многоцелевая атомная подводная лодка, головной корабль проекта 671РТ «Сёмга».

## История строительства
К-387 зачислена в списки кораблей флота 30 мая 1969 года. В том же году для неё был сформирован экипаж, но из-за задержек в строительстве он в 1970 году был переформирован в экипаж АПЛ К-367 проекта 671, а для К-387 экипаж пришлось формировать повторно в 1970—1971 годах. В 1971—1972 годах экипаж прошёл обучение в 510-м учебном центре ВМФ в Обнинске и вошёл в состав 104-й отдельной бригады строящихся подводных лодок в Сормовском районе Горького.
Головная лодка проекта 671РТ была заложена 2 апреля 1971 года на заводе Красное Сормово в Горьком под заводским номером 801, спущена на воду 2 сентября 1972 года. В сентябре — октябре 1972 года переведена в Северодвинск для прохождения сдаточных испытаний. 10 декабря 1972 года в Северодвинске во время проведения ходовых испытаний на подводной лодке поднят флаг ВМФ СССР.
Вошла в строй 30 декабря 1972 года под командованием капитана 1 ранга Ю. А. Печёнкина.

## История службы
31 января 1973 года К-387 включена в состав 3-й дивизии ПЛ Северного флота с базированием на губу Лопаткина. 15 марта 1974 года передана в 33-ю дивизию подводных лодок. В марте-мае 1974 года выполнила боевую службу, старший на борту — командир 3-й дивизии капитан 1-го ранга Е. Д. Чернов.
В августе 1976 года во время первых дней нахождения на боевой службе произошла авария главной энергетической установки: при заклинивании клапана продувания балластной цистерны в циркуляционную трассу главной энергетической установки попал воздух, что привело к нарушению режима теплоотвода и в конечном результате к разрыву главного конденсатора. Старшина 1-й статьи Леонид Рябинин ценой своей жизни предотвратил аварию, ожоги получили ещё два подводника. Подводная лодка осталась на ходу и вернулась на базу самостоятельно. Леонид Рябинин был посмертно награждён Орденом Мужества, его имя носят улица в Заозёрске (ошибочно названная улицей Матроса Рябинина) и школа № 2 Заозёрска. В сухом доке была установлена причина аварии — из-за заводской недоработки цистерна главного балласта и система охлаждения главного конденсатора оказались связаны между собой, и при экстренном продувании цистерны воздух проник также в насос охлаждения.
В 1977 году выполнила задачи боевой службы. В марте-апреле 1979 года выполнила задачи боевой службы совместно с однотипной К-488. При этом так как штатный экипаж К-488 не был допущен к самостоятельной службе, то он на время выхода в море был разделён между двумя лодками сверх штата, а на борту К-488 нёс службу 246-й экипаж.
В 1982 году выходила на 65-суточную боевую службу. В том же году передана в состав 6-й дивизии подводных лодок.
С марта 1984— по декабрь1987 год на СРЗ «Нерпа» прошла средний ремонт с модернизацией, в процессе ремонта перегружена активная зона реактора.
3 июня 1992 года переклассифицирована, переименована в Б-387.
В 1994 году начала проходить средний ремонт на СРЗ-10. 4 августа 1995 года выведена из состава флота и направлена в бухту Гремиха. В 2002 году отправлена на утилизацию. В 2005 году закончена утилизация, трёхотсечный блок оставлен для долговременного отстоя на плаву.
Последнее место базирования — пос. Островной.

## Боевые службы
- март—май 1974 год — в Северной Атлантике и в Средиземном море.
- июль 1976 год — в Норвежском море, вернулась через 7 дней после выхода на БС после аварии (разрыв ГК).
- март—май 1977 год — в Северной Атлантике и в Средиземном море.
- март—апрель 1979 года — в Северной Атлантике и вблизи британской базы ПЛАРБ ВМС США Холи-Лох.
- март—май 1982 год — в Северной Атлантике и в Средиземном море.
- март—май 1983 год — в Северной Атлантике и в Средиземном море.
- июль-сентябрь 1988 года — в Атлантике и Средиземноморье
- август—октябрь 1990 года — в Атлантике и Средиземноморье
- август-октябрь (1991 год)  Атлантика и Средиземноморье

## Подразделения
Входила в состав Северного флота
- 1973—1974 — 3-я Дивизия ПЛ.
- 1974—1982 — 33-я Дивизия ПЛ.
- 1982—1985 — 6-я Дивизия ПЛ.
- 1985—1991 — 24-я Дивизия ПЛ.
- 1991—1993 — 17-я Дивизия 11-й флотилии ПЛ.
- 1993–1995 — 3-я Дивизия ПЛ.

## Командиры
- 1970—1976 — капитан 1 ранга Ю. А. Печенкин.
- 1976—1979 — капитан 2 ранга Н. Г. Пашук.
- 1979—1984 — капитан 2 ранга, затем - капитан 1 ранга В. В. Комиссаров.
- 1984—1988 — капитан 1 ранга В. П. Мамонов
- 1988—1992 — кап. 2 ранга В. И. Королёв
- 1992—1994 — А. Г. Мирошников
- 1994—2004 — кап. 2 ранга Владимир Юрьевич Краснов